# Jens Andermann
Jens Andermann (* 1968) ist ein argentinischer Lateinamerikanist und Professor an der New York University. 
Mit einer Arbeit über „Landkarten der Macht. Eine literarische Archäologie des argentinischen Raums“ wurde Andermann 1999 an der Freien Universität Berlin zum Dr. phil. promoviert. Von 1998 bis 2000 war er Wissenschaftlicher Assistent an der Universität Bielefeld, dann folgte er einem Ruf als Professor of Latin American Studies an das Birkbeck College der University of London. Ab 2011 lehrte er als Professor für Iberoamerikanische Literatur- und Kulturwissenschaft an der Universität Zürich. Seit 2017 hat er eine Professur in der Abteilung für spanische und portugiesische Sprache und Literatur der New York University. 
Andermann forscht zu visuellen Kulturen, Erinnerungsarchitektur und Geschichtsaufarbeitung in Lateinamerika.